# Burg Dietenberg
Die Burg Dietenberg, auch Burg Griesingen genannt, ist eine abgegangene Turmhügelburg (Motte) direkt südlich der gleichnamigen Höfe des Ortsteils Dietenberg auf der Gemarkung der 1971 zu Rot an der Rot eingemeindeten Gemeinde Spindelwag im Landkreis Biberach in Oberschwaben. Die Hügelburg liegt bei rund 674 Meter über Normalnull.
Sie wurde 1271 bis 1278 von den Herren von Dietenberg erbaut und im 14. Jahrhundert zerstört. Ehemalige Besitzer waren auch die Herren von Winterstetten-Waldsee. Von der heute eingeebneten Motte waren 1924 noch Reste des runden Burghügels zu sehen.